# 671
Năm 671 là một năm trong lịch Julius.